# Guy Tunmer
Percival Guy Tunmer (Ficksburg, 1 december 1948 – Sandton, Johannesburg, 22 juni 1999) was een autocoureur uit Zuid-Afrika. Hij nam deel aan zijn thuisrace in 1975 voor het team Lotus, maar finishte als elfde en scoorde zo geen punten voor het wereldkampioenschap Formule 1. Later vond hij succes in de Formule Atlantic.
Hij verongelukte bij een motorongeluk.